# Campeonato Mundial de Atletismo Sub-20 de 2022 - 5000 m feminino
A prova dos 5000 metros feminino do Campeonato Mundial de Atletismo Sub-20 de 2022 ocorreu no dia 6 de agosto de 2022 no Estádio Olímpico Pascual Guerrero, em Cali, na Colômbia.

## Recordes
Antes desta competição, os recordes mundiais e do campeonato nesta prova eram os seguintes:
|       | Nome                | Nacionalidade | Tempo    | Local   | Data                |
| ----- | ------------------- | ------------- | -------- | ------- | ------------------- |
| WU20R | Tirunesh Dibaba     | Etiópia       | 14:30.88 | Bergen  | 11 de junho de 2004 |
| CR    | Genzebe Dibaba      | Etiópia       | 15:08.06 | Moncton | 21 de julho de 2010 |
| WU20L | Janet Nyiva Mutungi | Quênia        | 15:03.34 | Nobeoka | 4 de maio de 2022   |

## Medalhistas
| Ouro              | Prata              | Bronze               |
| Medina Eisa (ETH) | Melknat Wudu (ETH) | Prisca Chesang (UGA) |

## Cronograma
Todos os horários são locais (UTC-5).
| Data        | Hora  | Evento |
| ----------- | ----- | ------ |
| 6 de agosto | 13:25 | Final  |

## Resultado final
A prova final foi realizada no dia 1 de agosto às 14:00. 
| Posição           | Atleta            | Nacionalidade  | Tempo    | Notas           |
| ----------------- | ----------------- | -------------- | -------- | --------------- |
| Medalha de ouro   | Medina Eisa       | Etiópia        | 15:29.71 |                 |
| Medalha de prata  | Melknat Wudu      | Etiópia        | 15:30.06 |                 |
| Medalha de bronze | Prisca Chesang    | Uganda         | 15:31.17 |                 |
| 4                 | Agate Caune       | Letónia        | 15:43.56 | Recorde pessoal |
| 5                 | Maria Forero      | Espanha        | 16:26.39 |                 |
| 6                 | Jane Ghat Chacha  | Quênia         | 16:29.62 |                 |
| 7                 | Maureen Cherotich | Quênia         | 16:33.30 |                 |
| 8                 | Analee Weaver     | Estados Unidos | 16:35.74 |                 |
| 9                 | Maria Kassou      | Grécia         | 16:37.09 |                 |
| 10                | Sadie Sigfstead   | Canadá         | 16:53.99 |                 |
| 11                | Scarlet Chebet    | Uganda         | 16:57.54 |                 |
| 12                | Kira Weis         | Alemanha       | 16:57.63 |                 |
| 13                | Heidi Nielson     | Estados Unidos | 17:13.97 |                 |
| 14                | Linda Meier       | Alemanha       | 17:19.94 |                 |
| 15                | Laura Roderick    | Austrália      | 17:21.07 |                 |
| 16                | Carla Domínguez   | Espanha        | 17:35.61 |                 |
| 17                | Supriti Kachhap   | Índia          | 17:44.58 |                 |
| 18                | Karabo Motsoeneng | África do Sul  | 18:35.51 |                 |
| 19                | Chloe Turner      | Canadá         | 19:30.41 |                 |

Legenda
| Recorde mundial       | Recorde mundial (World record)               |                       | Recorde africano                      | Recorde africano (African) |                                           | Q | Classificado por posição (Qualified) |
| Recorde do campeonato | Recorde do campeonato (Championship record)  | Recorde da América    | Recorde da América (Americas)         | q                          | Classificado por melhor tempo (Qualified) |   |                                      |
| Melhor marca do ano   | Melhor marca do ano (World leading)          | Recorde asiático      | Recorde asiático (Asian)              | DNS                        | Não largou (Did not start)                |   |                                      |
| Recorde nacional      | Recorde nacional (National record)           | Recorde europeu       | Recorde europeu (European)            | DNF                        | Não terminou (Did not finish)             |   |                                      |
| Recorde pessoal       | Recorde pessoal do atleta (Personal best)    | Recorde da Oceania    | Recorde da Oceania (Oceania)          | DSQ / DQ                   | Desclassificado (Disqualified)            |   |                                      |
| Recorde da temporada  | Recorde da temporada do atleta (Season best) | Recorde sul-americano | Recorde sul-americano (South America) | NM                         | Sem marca (No mark)                       |   |                                      |